# مصلح کوروگانه
مصلح کوروگانه (انگلیسی: Peacemaker Kurogane) یک مجموعه مانگای ژاپنی است که توسط نانائه کورونه نوشته و مصور شده است. این مجموعه ارتباطی با کتاب سازنده صلح به قلم ریوجی میناگاوا ندارد. داستان آن در مورد دوره باکوماتسو و قبل از اصلاحات میجی است. زنجیره‌ای از حوادث که منجر به تغییرات عظیم در ساختار اجتماعی و سیاسی ژاپن شد در حالی که بذر انقلاب کاشته می‌شد. داستان در مورد ایچیمورا تتسونوسوکه است که به عنوان پیشکار معاون فرماندهی شین‌سن‌گومی به این گروه می‌پیوندند.

## خلاصه داستان
داستان در مارس ۱۸۶۴ در کیوتو آغاز می‌شود. ایچیمورا تتسونوسوکه، که والدینش توسط سامورایی‌های قلمرو چوشو کشته شده‌اند، می‌خواهد قوی‌تر شود و به دنبال برادر بزرگترش تاتسونوسوکه به شینسنگومی می‌رود. با این حال، به دلیل ظاهر و رفتار بدش، به عنوان «مردی کوتاه قد» طرد می‌شود و اجازه ورود به او داده نمی‌شود. با این حال، او به‌طور اتفاقی با یکی از اعضای شینسنگومی به نام اوکیتا سوجی آشنا می‌شود که به او کمک می‌کند تا اجازه عضویت بگیرد. او به عنوان پیشخدمت هیجیکاتا فعالیت می‌کند، اما از موقعیت خود که با آموزشی که در ابتدا تصور می‌کرد متفاوت است، ناامید و دچار تضاد می‌شود.
در این مدت، او با کوندو ایسامی، رئیس شینسنگومی و هیجیکاتا توشیزو، معاون رئیس، آشنا شد و به تدریج تتسونوسوکه به این گروه عادت کرد. روزی، دشمن شینسنگومی، سامورایی چوشو، یوشیدا توشیمارو، یک گروه طرفدار امپراتوری و ضد بیگانگان، شهرهای کیوتو را به آتش کشید. در این بحبوحه، تتسونوسوکه با پسری در شهر درگیر دعوای بزرگی می‌شود. نام آن پسر کیتامورا سوزو است. سوزو پیشخدمتی بود که به یوشیدا خدمت می‌کرد. همچنین، در منطقه تفریحی شیمابارا، تتسونوسوکه عاشق دختری کچل به نام سایا می‌شود که وقتی در شهر مورد آزار و اذیت قرار می‌گرفت، به او کمک کرده بود. تتسونوسوکه اتفاقاً دوباره در آنجا با سوزو ملاقات می‌کند و این دو به سرعت با هم دوست می‌شوند، اما نمی‌توانند دوباره یکدیگر را ملاقات کنند زیرا یوشیدا به منطقه چراغ قرمز می‌رود. در همین حال، تاتسونوسوکه، که با ثبت نام تتسونوسوکه در ارتش مخالف بود، از افکارش در مورد تتسونوسوکه، تنها خانواده‌اش، نیز رنج می‌برد. علاوه بر این، درگیری بین هیجیکاتا و کیسوکه یامانامی، سایه بیماری که بر اوکیتا افتاده است، و سایر احساسات درهم تنیده، همگی وجود دارند. از آنجایی که هیچ‌یک از آنها قادر به پاک کردن این مه از قلب خود نیستند، داستان به حادثه ایکه‌دایا کشیده می‌شود.